# Ambrella
Ambrella (株式会社アムブレラ кабусики-гайся амбурэра) — японская компания-разработчик видеоигр, работающая по издательскому договору с Nintendo и известная прежде всего созданием спин-оффов игр серии Pokémon. Ранее Ambrella была частью компании Marigul Management.

## Профиль компании
Первой игрой компании Ambrella, была Hey You, Pikachu! для Nintendo 64, изданная в 1998 году; отличительной способностью игры была система распознавания голоса. В 2003 году компания разработала Pokémon Channel для Nintendo GameCube, а в 2004 году — Pokémon Dash для Nintendo DS. Позже Ambrella занималась созданием My Pokémon Ranch для сервиса WiiWare консоли Wii, которая поступила в продажу в 2008 году, и Pokémon Rumble, вышедшей в 2009 году. Последней на данный момент игрой компании является Super Pokémon Rumble для Nintendo 3DS, вышедшая в продажу в 2011 году.

## Игры
- Hey You, Pikachu! (Nintendo 64)
- Pokémon Channel (Nintendo GameCube)
- Pokémon Dash (Nintendo DS)
- My Pokémon Ranch (WiiWare)
- Pokémon Rumble (WiiWare)
- Pokémon Rumble Blast (Nintendo 3DS)